# Taizé-Aizie
Taizé-Aizie est une commune du Sud-Ouest de la France, située dans le département de la Charente (région Nouvelle-Aquitaine).
Ses habitants sont les Taizéens et les Taizéennes.

## Géographie

### Localisation et accès
Taizé-Aizie est une commune du Nord Charente, limitrophe du département de la Vienne et proche aussi du département des Deux-Sèvres, située à 5 km au nord-est de Ruffec et 47 km au nord d'Angoulême, au bord du fleuve Charente.
Le bourg de Taizé-Aizie est aussi à 11 km au sud-ouest de Civray, 13 km au sud-est de Sauzé-Vaussais, 34 km à l'ouest de Confolens et 58 km au sud de Poitiers.
Située 3 km à l'est de la N 10 entre Angoulême et Poitiers, la commune est traversée par la D 8, route de Ruffec à Civray, qui passe à 0,5 km à l'ouest du bourg à Chauffour. Le bourg est desservi par la D 176 qui traverse transversalement la commune entre Les Adjots et Bioussac.
La ligne Paris-Bordeaux borde l'ouest de la commune, et la gare la plus proche est celle de Ruffec, desservie par des TER et TGV à destination d'Angoulême, Poitiers, Paris et Bordeaux.

### Hameaux et lieux-dits
Le bourg de Taizé est un peu à l'écart de la route D 8, où est situé l'important hameau de Chauffour à 200 m du village.
Le village d'Aizie est au sud-est de la commune, où est aussi situé Chadeuil, hameau en vis-à-vis. Plus à l'est, il y a Usseau, et au sud sur la rive droite de la Charente Lavaud. Enfin au nord, on trouve le Peux. La commune compte aussi de nombreuses fermes.

### Communes limitrophes
| Les Adjots | Voulême (Vienne) | Lizant (Vienne)    |
| Ruffec     | Taizé-Aizie      |                    |
| Condac     | Bioussac         | Nanteuil-en-Vallée |

### Géologie et relief
Géologiquement, la commune est dans le calcaire du Jurassique du Bassin aquitain, comme tout le Nord-Charente. Le Bathonien apparaît sur les flancs de la vallée de la Charente, et le Callovien au nord-ouest de la commune. Le plateau est toutefois recouvert en grande partie par des altérites sous forme d'argile à silex (appelée aussi argile rouge à châtaigniers), et localement par de l'argile à pisolithes de fer au nord de Chadeuil (buttes cuirassées). Ce minerai de fer à l'état naturel a été exploité localement. Le terrain karstique donne naissance aussi à de nombreux petits gouffres, principalement au nord-est de la commune.
Des alluvions du Quaternaire occupent la vallée de la Charente, dont les plus anciennes se sont accumulées en une terrasse à l'ouest d'Aizie,,.
Le relief de la commune est celui d'un bas plateau traversé du nord au sud par la vallée de la Charente. Il est plus prononcé dans la partie orientale, où on trouve la vallée de la Lizonne, et des combes comme la vallée Driet ou la Vallée blanche.
Le point culminant de la commune est à une altitude de 162 m, situé à l'est près d'Usseau. Le point le plus bas est à 83 m, situé le long de la Charente en limite sud. Le bourg de Taizé, construit sur la rive droite, s'étage entre 90 et 120 m d'altitude.

### Hydrographie

#### Réseau hydrographique
La commune est située dans le bassin versant de la Charente au sein du Bassin Adour-Garonne. Elle est drainée par la Charente, la Lizonne, qui constituent un réseau hydrographique de 12 km de longueur totale,.
La commune est traversée par la Charente entre Civray et Ruffec. Le bourg est construit sur le méandre central des trois que fait le fleuve dans la commune.
La Lizonne, ruisseau descendant de Moutardon, se jette sur la rive gauche de la Charente au pied d'Aizie.
Le Fontaniou est un court affluent de la Charente sur sa rive droite, et rejoint un bras du fleuve qui passe au pied du bourg, formant ainsi une île,.

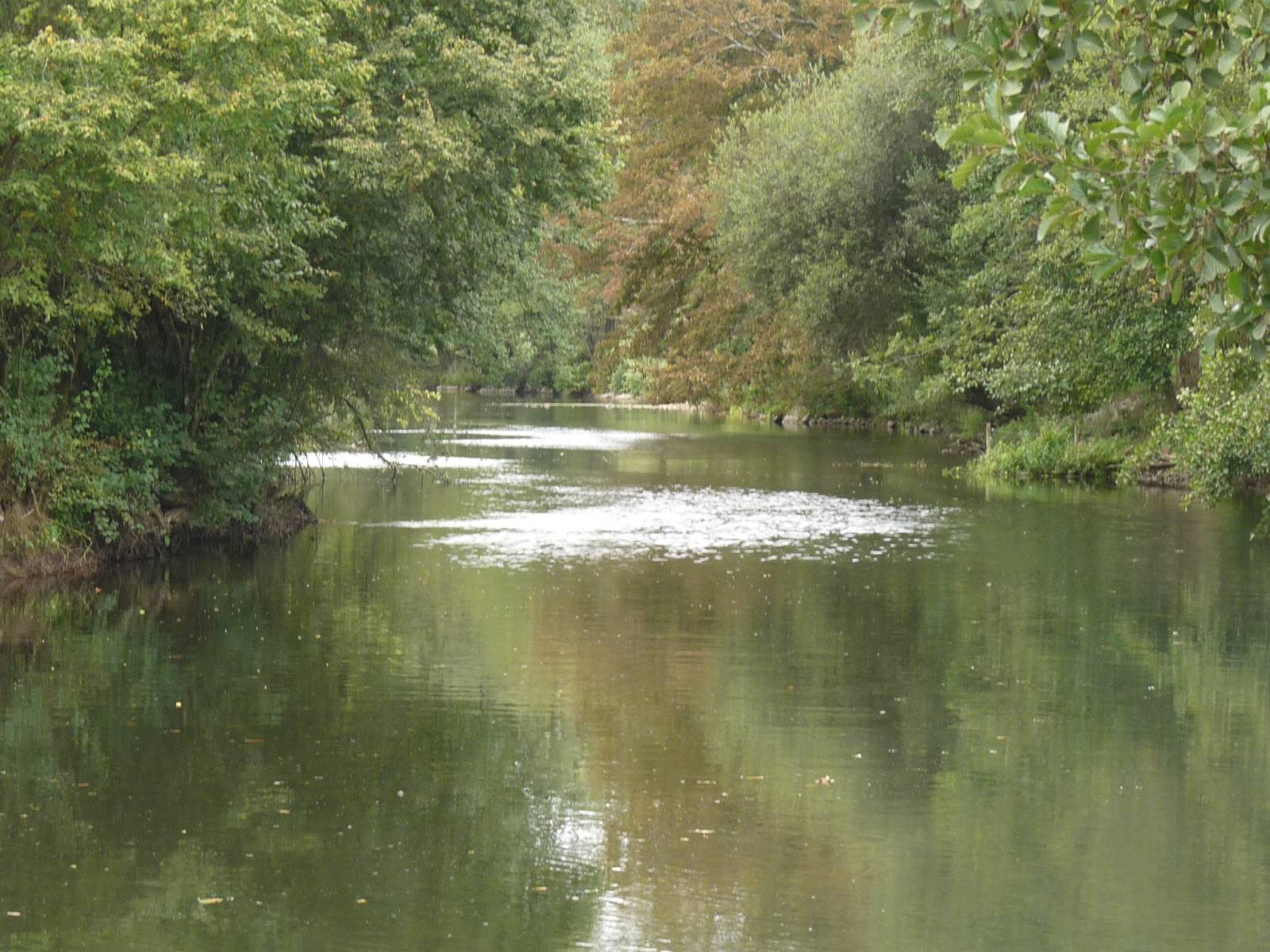
La Charente à Taizé-Aizie.
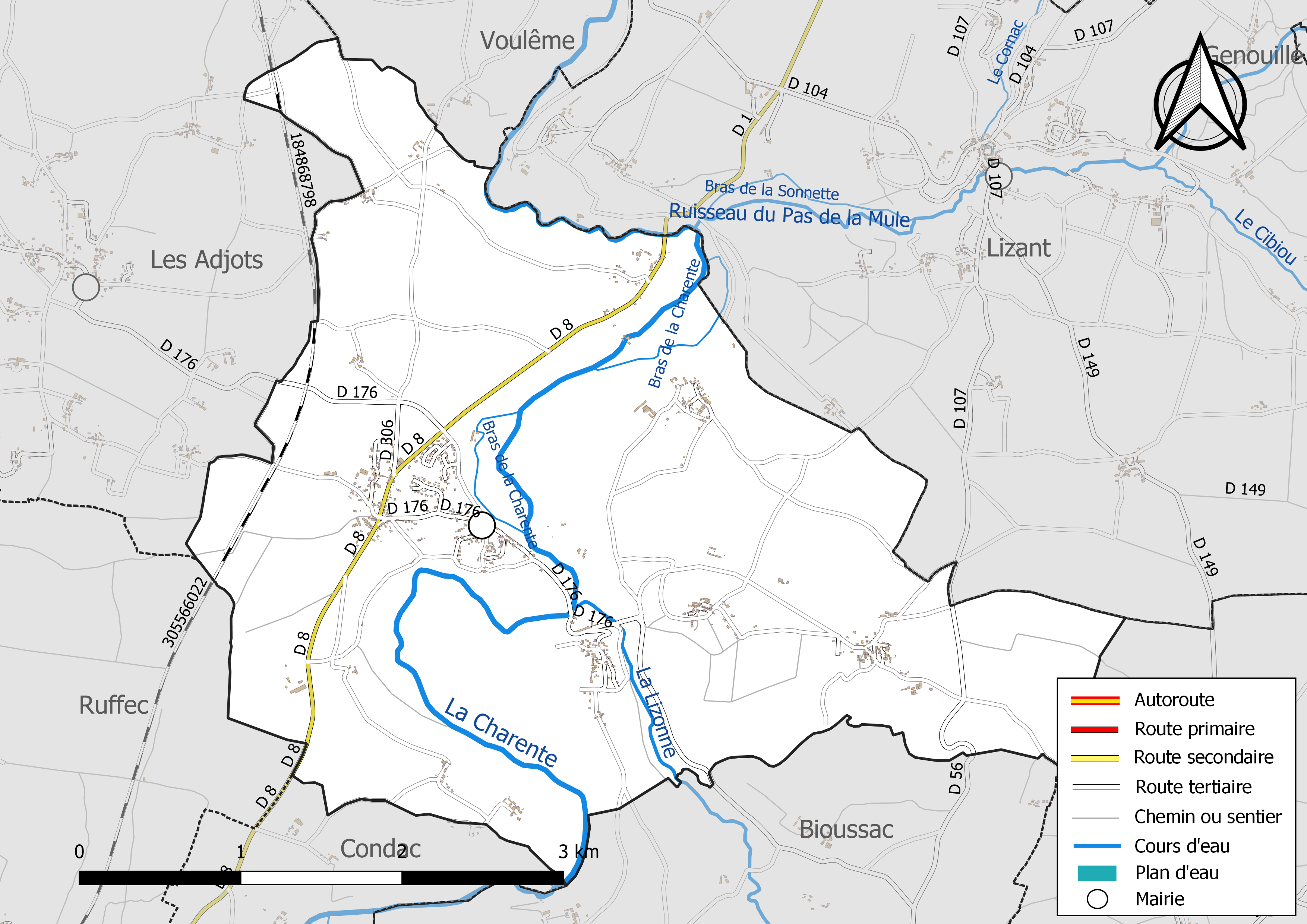
Réseaux hydrographique et routier de Taizé-Aizie

#### Gestion des eaux
Le territoire communal est couvert par le schéma d'aménagement et de gestion des eaux (SAGE) « Charente ». Ce document de planification, dont le territoire correspond au bassin de la Charente, d'une superficie de 9 300 km2, a été approuvé le 19 novembre 2019. La structure porteuse de l'élaboration et de la mise en œuvre est l'établissement public territorial de bassin Charente. Il définit sur son territoire les objectifs généraux d’utilisation, de mise en valeur et de protection quantitative et qualitative des ressources en eau superficielle et souterraine, en respect des objectifs de qualité définis dans le troisième SDAGE  du Bassin Adour-Garonne qui couvre la période 2022-2027, approuvé le 10 mars 2022.

### Climat
Comme dans les trois quarts sud et ouest du département, le climat est océanique aquitain, légèrement dégradé au nord du département aux abords du seuil du Poitou.

## Urbanisme

### Typologie
Au 1er janvier 2024, Taizé-Aizie est catégorisée commune rurale à habitat dispersé, selon la nouvelle grille communale de densité à 7 niveaux définie par l'Insee en 2022.
Elle est située hors unité urbaine. Par ailleurs la commune fait partie de l'aire d'attraction de Ruffec, dont elle est une commune de la couronne,. Cette aire, qui regroupe 30 communes, est catégorisée dans les aires de moins de 50 000 habitants,.

### Occupation des sols
L'occupation des sols de la commune, telle qu'elle ressort de la base de données européenne d’occupation biophysique des sols Corine Land Cover (CLC), est marquée par l'importance des territoires agricoles (90,4 % en 2018), en diminution par rapport à 1990 (92,1 %). La répartition détaillée en 2018 est la suivante : 
terres arables (60,1 %), zones agricoles hétérogènes (16 %), prairies (14,3 %), forêts (6,2 %), zones urbanisées (3,5 %). L'évolution de l’occupation des sols de la commune et de ses infrastructures peut être observée sur les différentes représentations cartographiques du territoire : la carte de Cassini (XVIIIe siècle), la carte d'état-major (1820-1866) et les cartes ou photos aériennes de l'IGN pour la période actuelle (1950 à aujourd'hui).

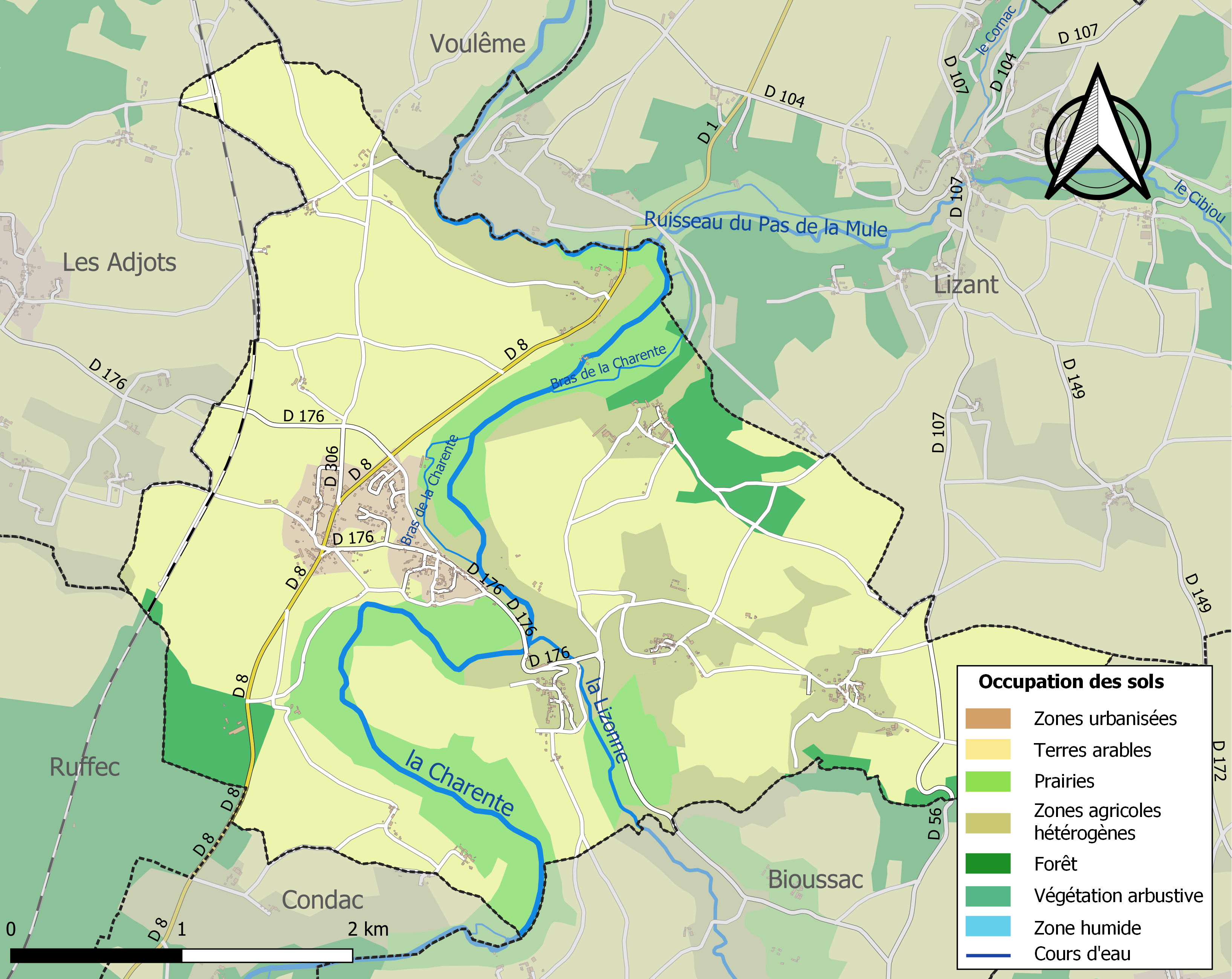
Carte des infrastructures et de l'occupation des sols de la commune en 2018 (CLC).

### Risques majeurs
Le territoire de la commune de Taizé-Aizie est vulnérable à différents aléas naturels : météorologiques (tempête, orage, neige, grand froid, canicule ou sécheresse), inondations et séisme (sismicité modérée). Il est également exposé à un risque technologique, la rupture d'un barrage. Un site publié par le BRGM permet d'évaluer simplement et rapidement les risques d'un bien localisé soit par son adresse soit par le numéro de sa parcelle.

#### Risques naturels
Certaines parties du territoire communal sont susceptibles d’être affectées par le risque d’inondation par débordement de cours d'eau, notamment la Charente et la Lizonne. La commune a été reconnue en état de catastrophe naturelle au titre des dommages causés par les inondations et coulées de boue survenues en 1982, 1983 et 1999,.

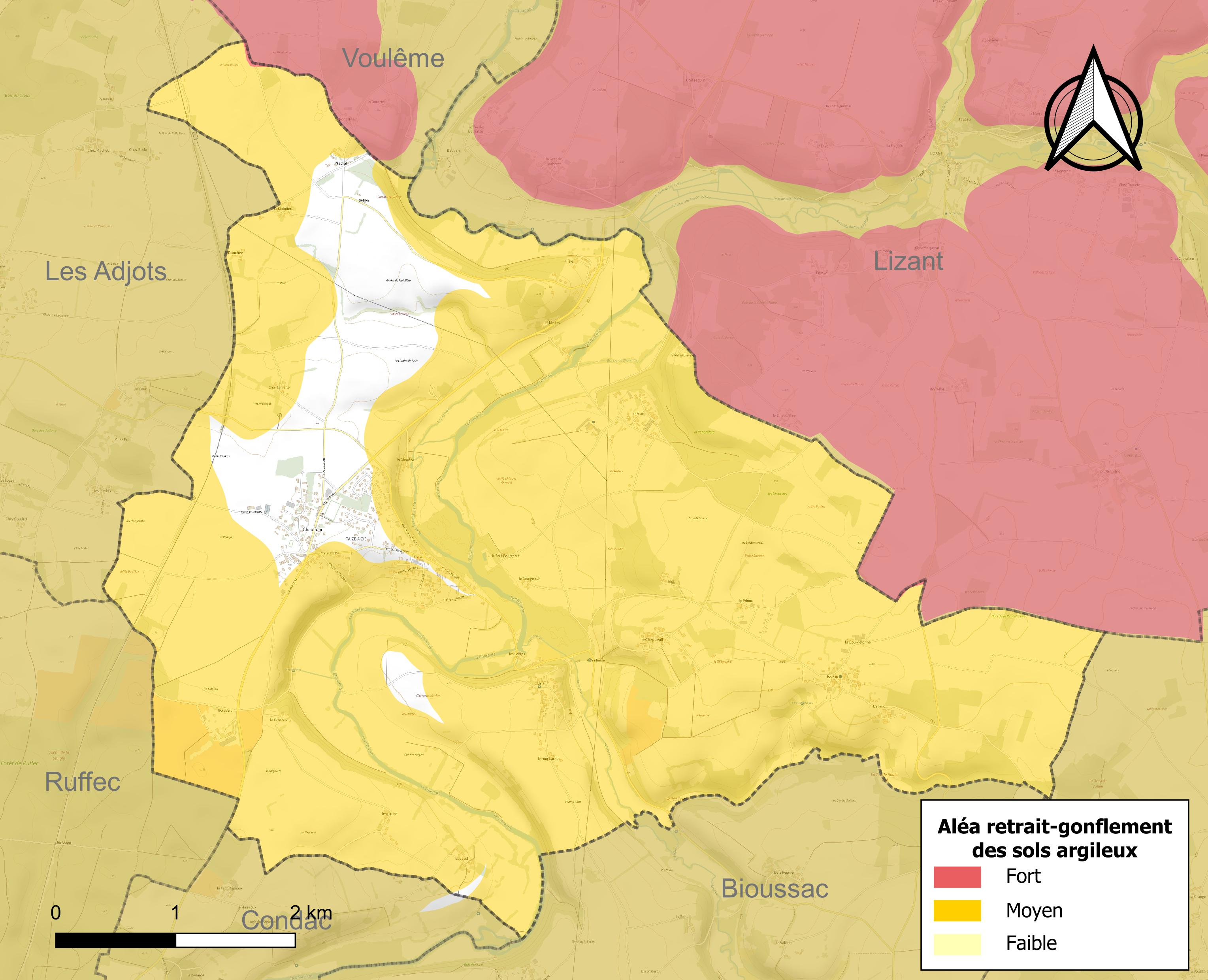
Carte des zones d'aléa retrait-gonflement des sols argileux de Taizé-Aizie.

Le retrait-gonflement des sols argileux est susceptible d'engendrer des dommages importants aux bâtiments en cas d’alternance de périodes de sécheresse et de pluie. 89,1 % de la superficie communale est en aléa moyen ou fort (67,4 % au niveau départemental et 48,5 % au niveau national). Sur les 318 bâtiments dénombrés sur la commune en 2019,  232 sont en aléa moyen ou fort, soit 73 %, à comparer aux 81 % au niveau départemental et 54 % au niveau national. Une cartographie de l'exposition du territoire national au retrait gonflement des sols argileux est disponible sur le site du BRGM,.
Par ailleurs, afin de mieux appréhender le risque d’affaissement de terrain, l'inventaire national des cavités souterraines permet de localiser celles situées sur la commune.
Concernant les mouvements de terrains, la commune a été reconnue en état de catastrophe naturelle au titre des dommages causés par la sécheresse en 2003 et par des mouvements de terrain en 1999.

#### Risques technologiques
La commune est en outre située en aval du barrage de Mas Chaban, un ouvrage de classe A. À ce titre elle est susceptible d’être touchée par l’onde de submersion consécutive à la rupture de cet ouvrage.

## Toponymie
Les formes anciennes de Taizé sont Taisec vers 1100, Teisico (non datée).
L'origine du nom de Taizé remonterait à un nom de personne gallo-romain Tatius auquel est apposé le suffixe -acum, ce qui correspondrait à Tatiecum, « domaine de Tatius »,. Taizé-Aizie est au nord de la limite des noms en -ac (dans le Sud de la France) et des noms en -é, -ay ou -y (dans le Nord), qui traverse la France d'ouest en est et le nord-ouest du département de la Charente entre Rouillac/Montigné et Bernac/Londigny.
Les formes anciennes d'Aizie sont Iseia vers 1100, Yssia (non datée).
L'origine du nom d'Aizie remonterait à un nom de personne gallo-romain Asius, Atius ou Avitus, ce qui correspondrait à Asius fundus, « domaine d'Asius ». La commune voisine d'Aizecq a aussi cette étymologie,.
En 1793, la commune de Taize Aisie a été formée à partir de la paroisse, orthographiée Tésé-Aisy sur la carte de Cassini (XVIIIe siècle).

## Histoire

### Époque romaine et médiévale
Des photos aériennes ont révélé l'existence d'une voie antique et de villas.
Près du Bourgneuf, les vestiges d'une arche de pont témoignent peut-être de ce chemin antique se dirigeant vers Charroux, dit Chemin ferré.

### Ancien Régime
Les plus anciens registres paroissiaux remontent à 1603.
De l'église primitive de Taizé, il ne reste que les murailles latérales et la base de la façade, accusant le XIIe siècle. Mais l'église a subi de gros dégâts lors des guerres de religion à la fin du XVIe siècle; elle a été notamment saccagée par les protestants.
L'ancien château d'Aizie, dont il ne reste qu'un pan de mur surplombant la Charente, était le siège d'une importante seigneurie, indépendante de Ruffec. Son possesseur s'intitulait seigneur d'Aizie et de Ruffec en partie, car il possédait la moitié des droits de châtellenie et de justice sur la châtellenie de Ruffec. Au XIIIe siècle, Guillaume Chenin était le seigneur d'Aizie. La seigneurie passa entre différentes mains, par mariages successifs, dont les Martreuil, famille poitevine, les La Rochefoucauld au XVe siècle (Jeanne de Martreuil épouse Aymar de La Rochefoucauld-Montbazon, fils cadet de Guy VIII de La Rochefoucauld), et aussi les Rohan (leur petite-fille Renée du Fou de Montbazon épouse Louis III de Rohan-Guéméné). En 1467, la seigneurie a appartenu à Marguerite de La Rochefoucauld-Barbezieux (pas issue cependant des Montbazon), qui fit reconstruire le château de Barbezieux. En 1584, les Rohan vendirent Aizie à Philippe de Volvire, le très catholique baron de Ruffec, bras armé catholique des comtes d'Angoulême et du roi de France, et depuis cette date Aizie a suivi la destinée de Ruffec.
Au début du XVe siècle, l'abbaye de Nanteuil fonda un prieuré à Aizie. Celui-ci passa rapidement aux mains des chanoines de la Réau, en Poitou, qui construisirent l'église et le logis prieural, qui furent saccagés lors des guerres de religion. À la Révolution, les biens restant de ce prieuré furent vendus comme biens nationaux.
La paroisse de Taizé-Aizie comportait aussi deux autres fiefs, moins importants qu'Aizie : Puipastrop (aussi orthographié Puypatrot, aujourd'hui le Peux) et Boistillet (aujourd'hui orthographié Bois Tillet et situé près de Chadeuil).
- Le logis de Boistillet (Boistillé) appartenait au XVIe siècle à la famille de Brilhac de Nouzières[32]. Par mariage, cette maison noble passa aux Jourdain, seigneur de Trallebost, en Poitou. Après la Révolution, le domaine resta dans la famille et passa par mariage aux Mimaud-Longchamps[33].

#### Les Templiers et les Hospitaliers
Le logis de Puipastrop a probablement été édifié par les Templiers de Villegats. Les Hospitaliers de l'ordre de Saint-Jean de Jérusalem conservèrent Puipastrop jusqu'à la fin du XVIe siècle. Le fief fut alors acquis par la famille Jay, qui dut se dessaisir de leur possession de Boisseguin (à Lizant) au profit de Philippe de Volvire, baron de Ruffec. En 1716, Puipastrop passa par mariage à Charles Henri Bouchard d'Esparbès de Lussan, marquis d'Aubeterre, qui conserva cette terre jusqu'en 1782, un peu avant la Révolution. La famille d'Esparbès de Lussan d'Aubeterre était une des plus puissantes familles de l'Angoumois. À la Révolution, les acquéreurs, les ducs de Choiseul-Praslin (Renaud-César-Louis), furent soupçonnés d'avoir émigré et leurs biens furent mis sous séquestre. En particulier les vastes bâtiments servirent de greniers nationaux. Mais ils recouvrirent leurs biens, et le domaine fut morcelé et vendu en 1827.

#### Les forges
Les forges de Ruffec, situées au pied du bourg d'Aizie, furent fondées dans la première moitié du XVIIIe siècle.
En 1731, Jean Armand de Rouvroy, marquis de Ruffec et duc de Saint-Simon, obtient du roi Louis XV des lettres patentes l'autorisant à les établir. La proximité du fer (minerai des alentours), du bois (forêt de Ruffec) et de l'eau (la Charente) faisait d'Aizie l'emplacement idéal.
Un haut fourneau et deux feux d'affinerie furent alors construits au lieu-dit les Forges.
En 1762, le marquisat de Ruffec est acquis par le comte de Broglie, qui achète la forge au duc de Saint-Simon. Il donne une nouvelle impulsion à la fabrication en obtenant du ministère de la Marine la fourniture de l'acier nécessaire aux ports de Brest, Rochefort et Toulon. Elle produisait alors des boulets.
La famille de Broglie ayant émigré à la Révolution, les forges furent d'abord séquestrées, puis mises en régie. Mais en 1809, elles retournèrent à la famille de Broglie de par leur achat, pour 127 500 francs, par madame de Marcieu, née Adélaïde-Charlotte de Broglie.
Sa fille, la marquise de la Porte, la vendit, vers 1830, à Marsat, l'exploitant de la forge qui avait ajouté un deuxième haut fourneau et un troisième feu d'affinerie. Vers 1840 elle emploie 40 personnes et produit  800 t de fonte.
En 1860, la forge est vendue à Pierre-Émile Martin, célèbre inventeur de l'acier Martin, et qui est aussi le maire de Sireuil, où il a développé son procédé. La forge fournit alors l'acier nécessaire à la fabrication de canons à fusils par la manufacture de Châtellerault.
Mais la matière première se raréfie et les industries se déplacent. Arrêté en 1879, le haut fourneau est démoli en 1884 puis la forge s'arrête en 1889 et une minoterie s'installe dans l'ancienne affinerie, la minoterie Baudinaud,.

### Temps modernes
À la fin du XIXe siècle, un moulin à blé, au lieu-dit Moulin de l'Isle, a été transformé en minoterie, la minoterie Bernard.

## Administration
| Période                                  | Période  | Identité              | Étiquette              | Qualité                                  |
| ---------------------------------------- | -------- | --------------------- | ---------------------- | ---------------------------------------- |
| Les données manquantes sont à compléter. |          |                       |                        |                                          |
| 1894                                     | 1920     | Henri Lamit           |                        | Cultivateur                              |
| 1920                                     |          | Jean Baptiste Michaud |                        | Cultivateur puis entrepreneur de battage |
| 1939                                     | 1965     | Albert Henri Lamit    | Parti radical puis RGR | Expert agronome                          |
| 1977                                     | 2014     | Marcel Picaud         | PS                     | Enseignant à la retraite                 |
| 2014                                     | En cours | Danièle Dorfiac       |                        |                                          |

## Démographie

### Évolution démographique
L'évolution du nombre d'habitants est connue à travers les recensements de la population effectués dans la commune depuis 1793. Pour les communes de moins de 10 000 habitants, une enquête de recensement portant sur toute la population est réalisée tous les cinq ans, les populations de référence des années intermédiaires étant quant à elles estimées par interpolation ou extrapolation. Pour la commune, le premier recensement exhaustif entrant dans le cadre du nouveau dispositif a été réalisé en 2008.

En 2022, la commune comptait 585 habitants, en évolution de +0,34 % par rapport à 2016 (Charente : −0,48 %, France hors Mayotte : +2,11 %).
| 1793 | 1800 | 1806 | 1821 | 1831 | 1841 | 1846 | 1851 | 1856 |
| ---- | ---- | ---- | ---- | ---- | ---- | ---- | ---- | ---- |
| 648  | 740  | 698  | 824  | 845  | 809  | 844  | 936  | 927  |

| 1861 | 1866 | 1872 | 1876 | 1881 | 1886 | 1891 | 1896 | 1901 |
| ---- | ---- | ---- | ---- | ---- | ---- | ---- | ---- | ---- |
| 775  | 724  | 693  | 707  | 690  | 704  | 659  | 587  | 563  |

| 1906 | 1911 | 1921 | 1926 | 1931 | 1936 | 1946 | 1954 | 1962 |
| ---- | ---- | ---- | ---- | ---- | ---- | ---- | ---- | ---- |
| 571  | 543  | 513  | 532  | 512  | 521  | 514  | 568  | 458  |

| 1968 | 1975 | 1982 | 1990 | 1999 | 2006 | 2008 | 2013 | 2018 |
| ---- | ---- | ---- | ---- | ---- | ---- | ---- | ---- | ---- |
| 408  | 412  | 485  | 544  | 564  | 562  | 561  | 588  | 570  |

| 2022 | - | - | - | - | - | - | - | - |
| ---- | - | - | - | - | - | - | - | - |
| 585  | - | - | - | - | - | - | - | - |

### Pyramide des âges
La population de la commune est relativement âgée.
En 2018, le taux de personnes d'un âge inférieur à 30 ans s'élève à 27,2 %, soit en dessous de la moyenne départementale (30,2 %). À l'inverse, le taux de personnes d'âge supérieur à 60 ans est de 35,4 % la même année, alors qu'il est de 32,3 % au niveau départemental.
En 2018, la commune comptait 283 hommes pour 287 femmes, soit un taux de 50,35 % de femmes, légèrement inférieur au taux départemental (51,59 %).
Les pyramides des âges de la commune et du département s'établissent comme suit.
| Hommes | Classe d’âge | Femmes |
| ------ | ------------ | ------ |
| 0,4    | 90 ou +      | 1,0    |
| 12,4   | 75-89 ans    | 10,5   |
| 22,6   | 60-74 ans    | 24,0   |
| 17,3   | 45-59 ans    | 22,6   |
| 18,0   | 30-44 ans    | 16,7   |
| 9,2    | 15-29 ans    | 9,4    |
| 20,1   | 0-14 ans     | 15,7   |

| Hommes | Classe d’âge | Femmes |
| ------ | ------------ | ------ |
| 1      | 90 ou +      | 2,7    |
| 9,2    | 75-89 ans    | 12     |
| 20,6   | 60-74 ans    | 21,3   |
| 20,7   | 45-59 ans    | 20,3   |
| 16,8   | 30-44 ans    | 16     |
| 15,6   | 15-29 ans    | 13,4   |
| 16,1   | 0-14 ans     | 14,3   |

## Équipements, services et vie locale

### Enseignement
L'école est un RPI entre Les Adjots et Taizé-Aizie, qui accueillent chacune une école élémentaire. L'école de Taizé-Aizie, située au bourg, comprend deux classes. Une école maternelle avec deux classes est située aussi à côté. Le secteur du collège est Ruffec.

### Culture
Un musée de la cafetière, visitable sur rendez-vous, est ouvert depuis 2001 dans l'ancienne minoterie qui a succédé aux forges.

## Lieux et monuments

### Patrimoine religieux

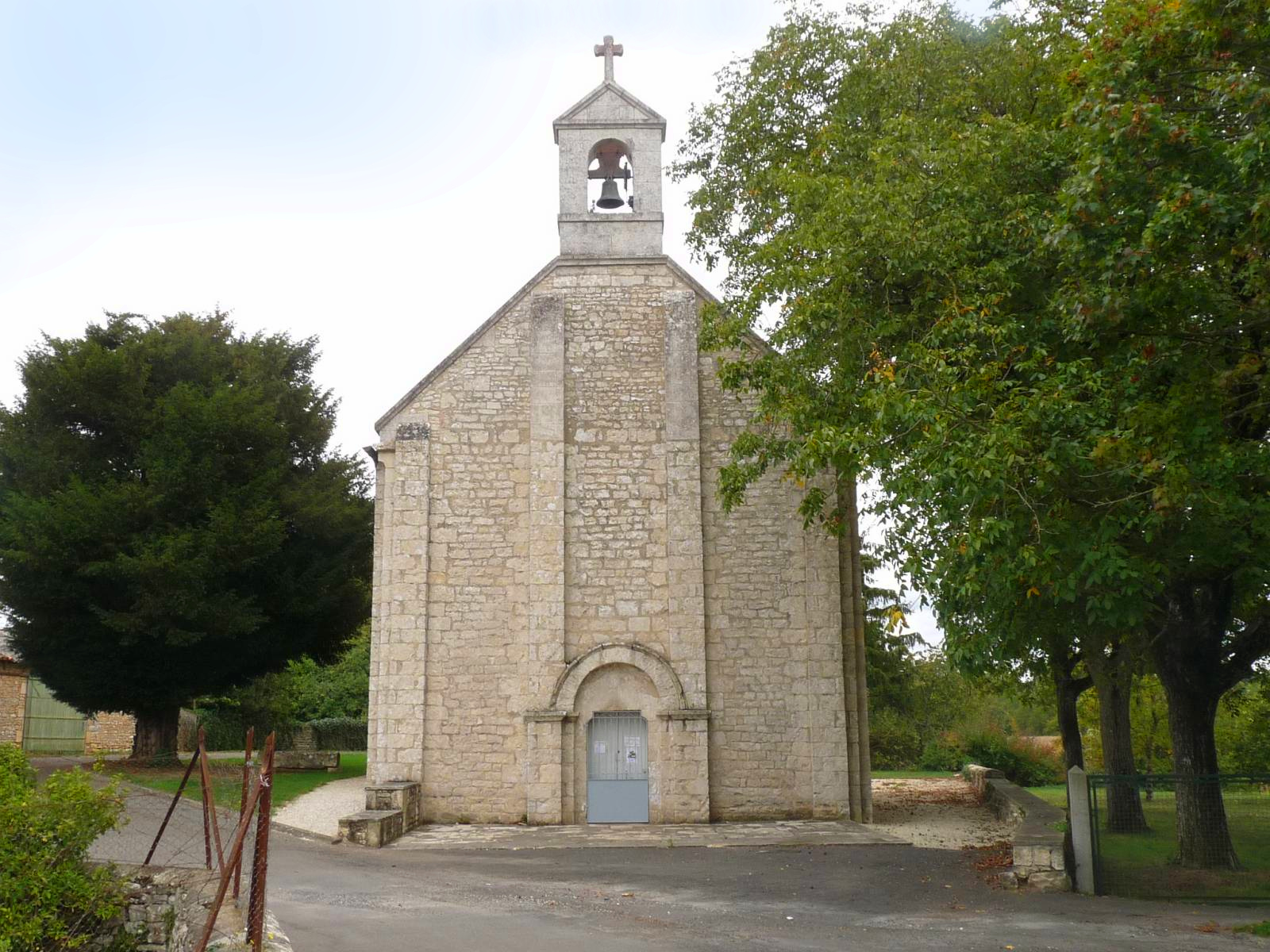
L'église et son clocher.

L'église paroissiale Saint-Pierre, est d'origine romane et a été restaurée au XIXe siècle. Elle était à l'origine le prieuré Sainte-Radegonde d'Aizie de Yissia qui dépendait de l'abbaye de la Réau.
Elle possède une cloche en bronze datée de 1666 qui porte l'inscription « JESUS MARIA JOSEPH. SANCTE PETRE ORA PRO NOBIS. FRANÇOIS TOUZALIN, PRIEUR DE CEANS. DAMOISELLE MARIE POISSON, MARINE, FILLE DE FRANÇOIS ESCUYER, SEIGNEUR DE OISIOLLE. 1666 ». Elle porte des armoiries qui n'ont pu être identifiées. Elle a été classée monument historique au titre objet le 30 octobre 1943.

### Patrimoine civil
- Minoterie construite au XIXe siècle, sans doute à l'emplacement d'un ancien moulin.
- Fonderie et minoterie datant de 1731[35].